# Lista de regiões geográficas intermediárias e imediatas do Rio de Janeiro

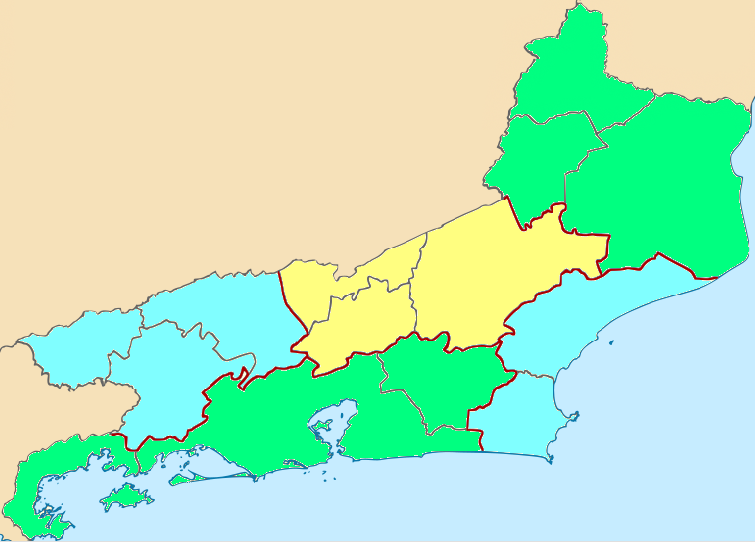
Divisão das regiões intermediárias em vermelho e das imediatas em cinza no Estado do Rio.

Esta é a lista de regiões geográficas intermediárias e imediatas do Rio de Janeiro, estado brasileiro da Região Sudeste do país. O Rio de Janeiro é composto por 92 municípios, que estão distribuídos em 14 regiões geográficas imediatas, que por sua vez estão agrupadas em cinco regiões geográficas intermediárias, segundo a divisão do Instituto Brasileiro de Geografia e Estatística (IBGE) vigente desde 2017. A primeira seção aborda as regiões geográficas intermediárias e suas respectivas regiões imediatas integrantes, enquanto que a segunda trata das regiões geográficas imediatas e seus respectivos municípios, divididas por regiões intermediárias e ordenadas pela codificação do IBGE.
As regiões geográficas intermediárias foram apresentadas em 2017, com a atualização da divisão regional do Brasil, e correspondem a uma revisão das antigas mesorregiões, que estavam em vigor desde a divisão de 1989. As regiões geográficas imediatas, por sua vez, substituíram as microrregiões. Na divisão vigente até 2017, os municípios do estado estavam distribuídos em 18 microrregiões e seis mesorregiões, segundo o IBGE.

## Regiões geográficas intermediárias
| Região geográfica intermediária | Código | Número de municípios | Regiões geográficas imediatas | Código | Número de municípios |
| ------------------------------- | ------ | -------------------- | ----------------------------- | ------ | -------------------- |
| Rio de Janeiro                  | 3301   | 26                   | Rio de Janeiro                | 330001 | 21                   |
| Rio de Janeiro                  | 3301   | 26                   | Angra dos Reis                | 330002 | 2                    |
| Rio de Janeiro                  | 3301   | 26                   | Rio Bonito                    | 330003 | 3                    |
| Volta Redonda-Barra Mansa       | 3302   | 17                   | Volta Redonda-Barra Mansa     | 330004 | 8                    |
| Volta Redonda-Barra Mansa       | 3302   | 17                   | Resende                       | 330005 | 4                    |
| Volta Redonda-Barra Mansa       | 3302   | 17                   | Valença                       | 330006 | 5                    |
| Petrópolis                      | 3303   | 19                   | Petrópolis                    | 330007 | 4                    |
| Petrópolis                      | 3303   | 19                   | Nova Friburgo                 | 330008 | 11                   |
| Petrópolis                      | 3303   | 19                   | Três Rios-Paraíba do Sul      | 330009 | 4                    |
| Campos dos Goytacazes           | 3304   | 18                   | Campos dos Goytacazes         | 330010 | 6                    |
| Campos dos Goytacazes           | 3304   | 18                   | Itaperuna                     | 330011 | 7                    |
| Campos dos Goytacazes           | 3304   | 18                   | Santo Antônio de Pádua        | 330012 | 5                    |
| Macaé-Rio das Ostras-Cabo Frio  | 3305   | 12                   | Cabo Frio                     | 330013 | 6                    |
| Macaé-Rio das Ostras-Cabo Frio  | 3305   | 12                   | Macaé-Rio das Ostras          | 330014 | 6                    |

## Regiões geográficas imediatas por regiões intermediárias

### Rio de Janeiro
| Região geográfica imediata | Código | Municípios           |
| -------------------------- | ------ | -------------------- |
| Rio de Janeiro             | 330001 | Belford Roxo         |
| Rio de Janeiro             | 330001 | Duque de Caxias      |
| Rio de Janeiro             | 330001 | Guapimirim           |
| Rio de Janeiro             | 330001 | Itaboraí             |
| Rio de Janeiro             | 330001 | Itaguaí              |
| Rio de Janeiro             | 330001 | Japeri               |
| Rio de Janeiro             | 330001 | Magé                 |
| Rio de Janeiro             | 330001 | Mangaratiba          |
| Rio de Janeiro             | 330001 | Maricá               |
| Rio de Janeiro             | 330001 | Mesquita             |
| Rio de Janeiro             | 330001 | Nilópolis            |
| Rio de Janeiro             | 330001 | Niterói              |
| Rio de Janeiro             | 330001 | Nova Iguaçu          |
| Rio de Janeiro             | 330001 | Paracambi            |
| Rio de Janeiro             | 330001 | Queimados            |
| Rio de Janeiro             | 330001 | Rio de Janeiro       |
| Rio de Janeiro             | 330001 | São Gonçalo          |
| Rio de Janeiro             | 330001 | São João de Meriti   |
| Rio de Janeiro             | 330001 | Saquarema            |
| Rio de Janeiro             | 330001 | Seropédica           |
| Rio de Janeiro             | 330001 | Tanguá               |
| Angra dos Reis             | 330002 | Angra dos Reis       |
| Angra dos Reis             | 330002 | Paraty               |
| Rio Bonito                 | 330003 | Cachoeiras de Macacu |
| Rio Bonito                 | 330003 | Rio Bonito           |
| Rio Bonito                 | 330003 | Silva Jardim         |

### Volta Redonda-Barra Mansa
| Região geográfica imediata | Código | Municípios                  |
| -------------------------- | ------ | --------------------------- |
| Volta Redonda-Barra Mansa  | 330004 | Barra do Piraí              |
| Volta Redonda-Barra Mansa  | 330004 | Barra Mansa                 |
| Volta Redonda-Barra Mansa  | 330004 | Engenheiro Paulo de Frontin |
| Volta Redonda-Barra Mansa  | 330004 | Mendes                      |
| Volta Redonda-Barra Mansa  | 330004 | Pinheiral                   |
| Volta Redonda-Barra Mansa  | 330004 | Piraí                       |
| Volta Redonda-Barra Mansa  | 330004 | Rio Claro                   |
| Volta Redonda-Barra Mansa  | 330004 | Volta Redonda               |
| Resende                    | 330005 | Itatiaia                    |
| Resende                    | 330005 | Porto Real                  |
| Resende                    | 330005 | Quatis                      |
| Resende                    | 330005 | Resende                     |
| Valença                    | 330006 | Miguel Pereira              |
| Valença                    | 330006 | Paty do Alferes             |
| Valença                    | 330006 | Rio das Flores              |
| Valença                    | 330006 | Valença                     |
| Valença                    | 330006 | Vassouras                   |

### Petrópolis
| Região geográfica imediata | Código | Municípios                    |
| -------------------------- | ------ | ----------------------------- |
| Petrópolis                 | 330007 | Areal                         |
| Petrópolis                 | 330007 | Petrópolis                    |
| Petrópolis                 | 330007 | São José do Vale do Rio Preto |
| Petrópolis                 | 330007 | Teresópolis                   |
| Nova Friburgo              | 330008 | Bom Jardim                    |
| Nova Friburgo              | 330008 | Cantagalo                     |
| Nova Friburgo              | 330008 | Carmo                         |
| Nova Friburgo              | 330008 | Cordeiro                      |
| Nova Friburgo              | 330008 | Duas Barras                   |
| Nova Friburgo              | 330008 | Macuco                        |
| Nova Friburgo              | 330008 | Nova Friburgo                 |
| Nova Friburgo              | 330008 | Santa Maria Madalena          |
| Nova Friburgo              | 330008 | São Sebastião do Alto         |
| Nova Friburgo              | 330008 | Sumidouro                     |
| Nova Friburgo              | 330008 | Trajano de Moraes             |
| Três Rios-Paraíba do Sul   | 330009 | Comendador Levy Gasparian     |
| Três Rios-Paraíba do Sul   | 330009 | Paraíba do Sul                |
| Três Rios-Paraíba do Sul   | 330009 | Sapucaia                      |
| Três Rios-Paraíba do Sul   | 330009 | Três Rios                     |

### Campos dos Goytacazes
| Região geográfica imediata | Código | Municípios                  |
| -------------------------- | ------ | --------------------------- |
| Campos dos Goytacazes      | 330010 | Campos dos Goytacazes       |
| Campos dos Goytacazes      | 330010 | Cardoso Moreira             |
| Campos dos Goytacazes      | 330010 | Italva                      |
| Campos dos Goytacazes      | 330010 | São Fidélis                 |
| Campos dos Goytacazes      | 330010 | São Francisco de Itabapoana |
| Campos dos Goytacazes      | 330010 | São João da Barra           |
| Itaperuna                  | 330011 | Bom Jesus do Itabapoana     |
| Itaperuna                  | 330011 | Itaperuna                   |
| Itaperuna                  | 330011 | Laje do Muriaé              |
| Itaperuna                  | 330011 | Natividade                  |
| Itaperuna                  | 330011 | Porciúncula                 |
| Itaperuna                  | 330011 | São José de Ubá             |
| Itaperuna                  | 330011 | Varre-Sai                   |
| Santo Antônio de Pádua     | 330012 | Aperibé                     |
| Santo Antônio de Pádua     | 330012 | Cambuci                     |
| Santo Antônio de Pádua     | 330012 | Itaocara                    |
| Santo Antônio de Pádua     | 330012 | Miracema                    |
| Santo Antônio de Pádua     | 330012 | Santo Antônio de Pádua      |

### Macaé-Rio das Ostras-Cabo Frio
| Região geográfica imediata | Código | Municípios          |
| -------------------------- | ------ | ------------------- |
| Cabo Frio                  | 330013 | Araruama            |
| Cabo Frio                  | 330013 | Armação dos Búzios  |
| Cabo Frio                  | 330013 | Arraial do Cabo     |
| Cabo Frio                  | 330013 | Cabo Frio           |
| Cabo Frio                  | 330013 | Iguaba Grande       |
| Cabo Frio                  | 330013 | São Pedro da Aldeia |
| Macaé-Rio das Ostras       | 330014 | Carapebus           |
| Macaé-Rio das Ostras       | 330014 | Casimiro de Abreu   |
| Macaé-Rio das Ostras       | 330014 | Conceição de Macabu |
| Macaé-Rio das Ostras       | 330014 | Macaé               |
| Macaé-Rio das Ostras       | 330014 | Quissamã            |
| Macaé-Rio das Ostras       | 330014 | Rio das Ostras      |